# Ekaterina Voronina (film)
Ekaterina Voronina (Екатерина Воронина) è un film del 1957 diretto da Isidor Markovič Annenskij.